# Circles (canción de Christina Aguilera)
«Circles» es una canción de la cantante estadounidense Christina Aguilera, grabada para su séptimo álbum de estudio  Lotus. Fue escrito por ella misma con la ayuda de Alexander Grant, Candice Pillay y Dwayne Abernathy, y la producción estuvo a cargo del segundo bajo el nombre artístico de Alex da Kid. Su grabación tuvo lugar en 2012 en Westlake Recording Studios en Los Ángeles, California. Aunque no recibió ningún tipo de lanzamientos destacados debido a las ventas digitales luego de editar el trabajo original, logró ingresar y alcanzar la posición 160 en la lista de música de  Korea de Sur, South Korea Gaon International Chart, con 1930 copias vendidas en el país.
A nivel musical, es una canción de tempo moderado que parte de los orígenes estilísticos del rock alternativo y tiene un arreglo musical que consiste en el uso de voces, sintetizadores y guitarras. Líricamente, la cantante invita a sus enemigos a girar en círculos alrededor de su dedo medio. "Circles" recibió críticas generalmente positivas de los profesionales, y muchos elogiaron su contenido lírico "obsceno y cautivador". También fue considerada como una de las mejores sorpresas del disco y comparada con el trabajo de las cantantes Nicki Minaj y Rihanna.

## Estilo musical y letras
"Circles" es una canción de tempo moderado que surge de los orígenes estilísticos del rock alternativo, con la producción del inglés Alex da Kid  y una duración de tres minutos y veinticinco segundos (3:25). Su grabación, que estuvo a cargo de Josh Mosser, tuvo lugar en 2012 en Westlake Recording Studios en Los Ángeles, California. Candice Pillay y Aguilera fueron responsables de la producción vocal en The Red Lip's Room en Beverly Hills, mientras que Oscar Ramirez se encargó de grabarlas.  Su composición se construyó a través de voces, sintetizadores y acordes de guitarra, y el último instrumento fue agregado por J Browz. Chris Younie de 4Music dijo que la canción comienza siendo "suave" pero "exuda toneladas de actitud e irreverencia" cuando se trata del coro, en comparación con el tema "Makeover" del álbum Stripped. 
La letra fue escrita por Aguilera, Alexander Grant, Candice Pillay y Dwayne Abernathy. Líricamente, la cantante invita a sus enemigos a girar en círculos alrededor de su dedo medio, con fuertes influencias en el estilo Riot Grrrl de los 90. Andrew Hampp, de la revista Billboard, consideró que Christina entona palabras como "giros, giros" e "hijo de puta" en un tono de voz "infantil" durante un "movimiento anti-enemigo". Robert Copsey, del portal Digital Spy, consideró que su contenido lírico se asemeja a una "pelea recreativa", destacando el pasaje "No sé por qué siempre intentas meterte en mi camino / Soy muy delgado y tú no eres más que un agridulce ".

## Recepción de la crítica
Después del lanzamiento del álbum, la canción recibió críticas generalmente positivas por parte de los medios especializados. Stephen Thomas Erlewine de Allmusic la ha elegido como una de sus favoritas, considerando que la cantante se está "burlando de sus enemigos". Andrew Hampp de Billboard hizo un análisis positivo, considerando que la música es la gran sorpresa en Lotus y la "más orgullosa y agradable" de Aguilera. Robert Copsey de Digital Spy elogió el contenido lírico, afirmando ser "uno de sus favoritos" por esa misma razón, mientras que Chris Younie, del canal de televisión 4Music, enumeró los adjetivos "poderoso", "fuerte", "complementario "e" impertinente" para clasificar la obra. Story Gilmore de Neon Limelight comentó: "Si bien amamos a Xtina por su increíble voz, también nos puede agradar por su personalidad agresiva. La música es una brillante mezcla de géneros con un coro de estrellas de rock". Same Hine de Popjustice admitió que le gustó el tema, especialmente "cuando Christina se pone un poco vacilante y la melodía suena extrañamente bien con la letra", aunque enfatizó que no fue "su mejor momento pop". Mike Wass de Idolator comentó que "Circles" suena como "una versión más linda de Nine Inch Nails", como "un tren totalmente fuera de control, pero hay algo divertido en que Xtina ponga a sus enemigos en su lugar". Caomhan Keane de Entertainment.ie enfatizó que consideraba la pista "divertida y deliciosa", y Melissa Maerz, de la publicación, agregó que era una especie de "beso descarado".
Kitty Empire, a través del británico The Guardian, subrayó que "el sonido de los versos evoca a Rihanna", y Joseph R. Atilano de Inquirer Entertainment coincidió con la opinión del colega, concluyendo que es "uno de los más atractivos" del álbum y que era comparable a las obras de la cantante barbadense y Nicki Minaj también. Melinda Newman del portal HitFix pensó que era una canción "voluble" y era similar al discurso de Gwen Stefani, mientras que Mesfin Fekadu de The Huffington Post consideró que su "coro de punk rock gritó por haber sido remezclado por Rihanna o Minaj". El análisis de Annie Zaleski, de The A.V. Club, no fue unánime, y nombró la canción como un "crossover del rock de los 90 con una actitud antagónica de M.I.A.", sin embargo, criticó su significado lírico. Para Michael Gallucci, de la web PopCrush, el tema "se sumerge de nuevo en el gum pop debut de Aguilera a través de sus versos, pero tiene bombas de una tonelada que distorsionan su voz durante los coros". Gallucci también consideró que el tema "no parece reconocer su género musical", por lo que "se contenta con ser uno de los dos menos buenos [en el disco]".

## Actuación en mesas musicales
Después del lanzamiento del álbum, la pista logró entrar y alcanzar la posición 160 en la lista musical de Corea del Sur, South Korea Gaon International Chart, con ventas estimadas en 1930 copias.